# Віркатор

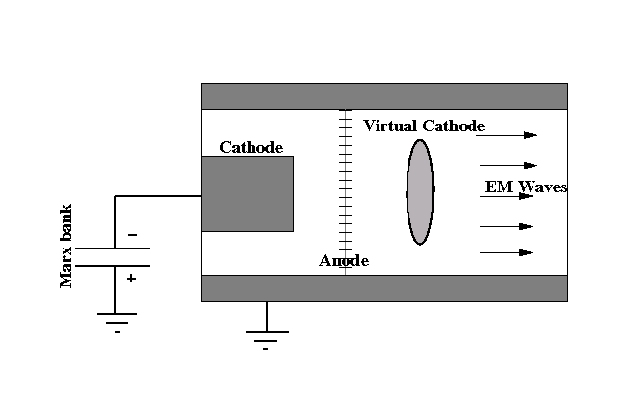
Спрощена схема вікатора

Вірка́тор (англ. vircator, скорочення від англ. VIRtual CAthode oscillaTOR) — вид надвисокочастотної електронної лампи з позитивоно зарядженою сіткою й значним об'ємним зарядом, яка має здатність генерування дуже короткого мікрохвильового імпульсу великої енергії. Віркатор є основним конструктивним елементом електронних бомб, призначених для генерування електромагнітного імпульсу великої потужності.

## Будова й принцип роботи
Фундаментальна ідея, що лежить в основі віркатора полягає в прискоренні потужного потоку електронів сітчастим анодом. Значне число електронів пройде анод, формуючи хмару просторового заряду за анодом. За певних умов, ця область просторового заряду буде осцилювати з частотами мікрохвильового діапазону. Якщо область просторового заряду поміщена в резонансну порожнину, яка відповідному чином налаштована, може бути досягнута дуже велика пікова потужність.
Щоб вивести енергію з резонансної порожнини можуть бути використані звичайні мікрохвильові технології. Оскільки частота осциляції залежить від параметрів електронного пучка, віркатори можуть бути налаштовані по частоті, де мікрохвильова порожнина підтримує відповідні моди.
Зазвичай описують дві конфігурації віркаторів: аксіальний віркатор (англ. Axial Vircator, AV; див рисунок) і поперечний віркатор (англ. Transverse Vircator, TV). Аксіальний віркатор є простішим за конструкцією і, як правило, в експериментах дає найбільшу вихідну потужність. Зазвичай він вбудовується в циліндричну хвилевідну структуру. Потужність, як правило, виводиться за допомогою переходу хвилеводу в конічну рупорну структуру, яка служить антеною. Аксіальні віркатори переважно генерують в поперечній магнітній моді. Поперечний віркатор інжектує катодний струм з боку порожнини і зазвичай генерує в поперечній електричній моді.
Базовим елементом віркатора є мікрохвильовий резонатор, що перебуває в магнітному полі, у який під впливом імпульсу високої напруги вводиться струмінь електронів з великою енергією. Джерелом високої напруги може бути:
- генератор Маркса (у віркаторах, що працюють в циклічному режимі),
- магніт, який рухається з великою швидкістю поруч з багатовитковою індуктивною котушкою;
- котушка, що швидко стискається у магнітному полі (у конструкціях зброї одноразового використання, де для надання кінетичної енергії використовується вибуховий заряд).

Виходом віркатора є хвилевід. Граничний рівень потужності на виході може сягати 40 ГВт, а довжина хвилі знаходиться  у діапазоні довжин хвиль від дециметрового до сантиметрового (мікрохвильовий діапазон). Найчастіше використовують частоти з діапазонів 0,5…1,5; 2…6, 3 або 5…18 ГГц. Інші частоти також можливі. Нижчі частоти можуть використовуватися для постановки завад комунікації, високі частоти можуть бути використані з метою спричинення руйнівних наслідків для електроніки.
Вірктор було винайдено у 1950-х роках у Томському політехнічному університеті. Це була мікрохвильова електровакуумна лампа, що працювала в режимі тріода або клістрона. Віркатор знайшов застосування при створенні зброї, принцип дії якої спирається на використанні електромагнітного імпульсу а також передавачах в обладнанні передачі даних у мікрохвильовому діапазоні.

## Е-бомба
У 2009 році продемонстровано у Гантсвіллі (Алабама, США) випробування бомби, що генерує електромагнітний імпульс з використанням віркатора. Бомба спроможна виводити з ладу електронні пристрої, без шкоди будівлям та живим організмам. Розмір дозволяє її використання у вигляді ракети.

## Патенти
- Patent USA 4345220 High power microwave generator using relativistic electron beam in waveguide drift tube, Donald J. Sullivan, 1982.
- Parent USA 4730170 Virtual cathode microwave generator having annular anode slit Thomas J.T. Kwan, 1988.